# Tony Goodgame
Anthony Alan Goodgame (født 19. februar 1946 i Hammersmith, Greater London) er en engelsk tidligere professionel fodboldspiller, der spillede i the Football League, som venstre back.